# 埃皮里
埃皮里（法語：Epiry，亦作，法語發音：[epiʁi]）是法国涅夫勒省的一个市镇，属于克拉姆西区。

## 地理
埃皮里（47°10'58"N, 3°43'21"E）面积12.13 平方千米，位于法国勃艮第-弗朗什-孔泰大區涅夫勒省，该省份为法国中部省份，北至约讷省，西北接卢瓦雷省，西接谢尔省，南至阿列省，东南接索恩-卢瓦尔省，东临科多尔省。
与埃皮里接壤的市镇（或旧市镇、城区）包括：约讷河畔穆龙、巴祖瓦地区欧奈、蒙特勒永、萨尔迪莱塞皮里。

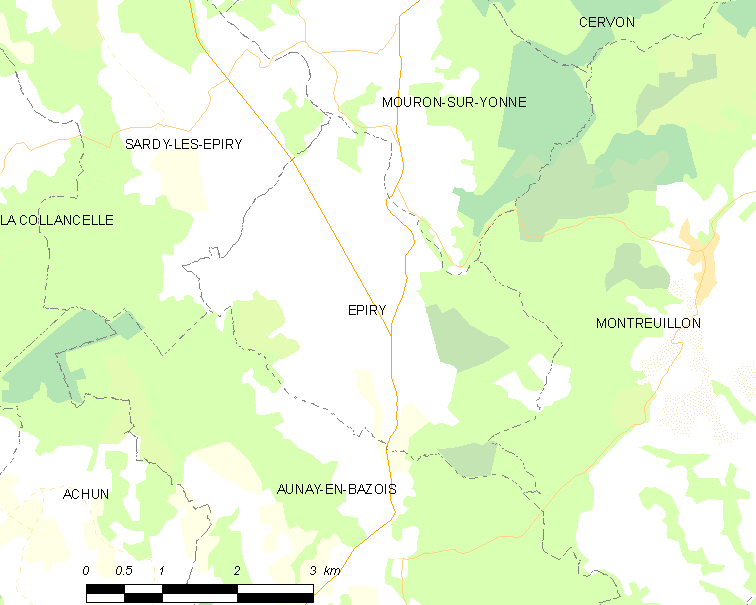
埃皮里的OSM定位图

埃皮里的时区为UTC+01:00、UTC+02:00（夏令时）。

## 行政
埃皮里的邮政编码为58800，INSEE市镇编码为58110。

## 政治
埃皮里所属的省级选区为科尔比尼县。

## 人口

1962-2008年间埃皮里人口变化图示

埃皮里于2022年1月1日时的人口数量为227人。